# Tiye (XX dinastia)
Tiye (... – 1155 a.C.?) è stata una regina egizia della XX dinastia.
Fu una sposa secondaria del faraone Ramses III (1186 - 1155 a.C.), contro il quale ordì la Congiura dell'harem che ne cagionò la morte (aprile 1155 a.C.).

## La congiura dell'harem
La regina Tiye è nota grazie al Papiro giuridico di Torino, che registra gli avvenimenti della cospirazione e soprattutto i numerosi processi che seguirono, con le relative accuse, condanne e pene inflitte; molte importanti personalità del governo, alti funzionari del palazzo e donne dell'harem furono coinvolti, fra cui appunto la regina Tiye e suo figlio, il principe Pentaur, il quale avrebbe dovuto essere il principale beneficiario del colpo di stato. Infatti i congiurati intendevano porre Pentaur sul trono dopo aver assassinato il re e il suo erede, il principe Ramses (futuro Ramses IV), figlio della "Grande sposa reale" Tyti. La congiura fallì: al re fu inferta una ferita mortale alla gola, ma l'erede Ramses IV riuscì a impugnare la situazione e reagire prontamente; le persone coinvolte furono condotte a giudizio e molti, incluso Pentaur, furono costretti a suicidarsi. Non è noto il destino di Tiye, né se perì in seguito al fallimento della sua congiura.